# الشيطان الرجيم (فلم)
الشيطان الرجيم (بالتركية: Şeytan-ı Racim) هو فيلم رعب تركي من إخراج أركين أكتاج وتأليف مراد توكتاميش أوغلو.  تم تحديد تاريخ الإصدار في 13 سبتمبر 2013.  تم مشاهدة الفيلم حوالي 242.215 شخصًا خلال 15 أسبوعًا من عرض الفيلم.

## قصة
أصبح صالح، الذي درس في الجامعة في إسطنبول، مهتماً بعلم السحر، ويتحول هذا الاهتمام يوماً بعد يوم إلى هوس. صالح، المهووس بالسيطرة على الكائنات غير المرئية، يتسبب في إصابة زميله في السكن عمرة، الذي يجهل هذا الوضع، بالكوابيس، ويصبح هو نفسه مشوهًا. بسبب عدم قدرته على التغلب على الكوابيس، يعود إمراح إلى عائلته في إزميت، لكنه لا يستطيع العثور على السلام الذي يبحث عنه هناك ويتم نقل صالح إلى مستشفى للأمراض العقلية. يقول لإمراح أن يفعل شيئًا ثم يطاردون إمراح. بناءً على إصرار عائلته، يقوم باستشارة محمد النحاس، الذي كان لديه خبرة في التعامل مع الكيانات المؤرقة من قبل.  محمد أفندي يتحول إلى شيطان في النهاية.

## ادعاءات السرقة
بعد إصدار الفيلم، ظهرت مزاعم بأن الفيلم يستند إلى قصة تمت مشاركتها سابقًا.